# Ісідро Діас Мехіа
Ісідро Діас Мехіа (ісп. Isidoro Díaz Mejía, нар. 14 березня 1938, Акатлан-де-Хуарес, Мексика) — мексиканський футболіст, який грав на позиції півзахисника. Учасник чемпіонатів світу 1962, 1966 та 1970 років у складі національної збірної Мексики.

## Клубна кар'єра
Ісідоро Діас народився в місті Акатлан-де-Хуарес, тривалий період часу займався плаванням і навітьставав чемпіоном світу з плавання вільним стилем. Однак у підсумку Ісідоро обрав футбол, розпочав кар'єру в місцевій аматорській «Клуб Сосьяль і Депортіво Хуарес». Там був помічений одним із скаутів клубу «Гвадалахара» і у віці сімнадцяти років перешів у новий клуб, де одразу ж переведений у першу команду аргентинським тренером Хосе Маріє Касулло. У чемпіонаті Мексики дебютував 1955 року в матчі проти «Сакапатека» (0:3). Протягом наступних декількох років був ключовим гравцем в успішній команді «Гвадалахара», яка вважається найкращою в історії клубу та згодом названа «Кампеонісімо». Першопочатково грав на лівому фланзі у своєму клубі, але згодом тривалий період виступав на правому фланзі, підтримуючи своїми передачами легендарний дует нападників, створений Ектором Ернандесом і Сальвадором Реєсом.
У сезоні 1956/57 років Діас виграв з «Гвадалахароєм» перший чемпіонат Мексики у своїй кар'єрі та в історії клубу, у тому ж році також отримав перемогу в національному суперкубку («Чемпіон чемпіонів»). Він повторив цей результат два роки по тому, в сезоні 1958/59 та 1959/60 років. У сезоні 1960/61 років разом з командою, яку очолював Хав'єр де ла Торре, втретє виграв турнір, а в сезоні 1961/62 років учетверте з «Гвадалахарою» та вп'яте в кар'єрі завоював титул чемпіона Мексики, а також взяв участь у матчі за трофей «Чемпіон чемпіонів». Окрім того, він також допоміг перемогти мексиканському клубу в першому розіграші найпрестижнішого змагання Північної Америки — Кубку чемпіонів КОНКАКАФ. У сезоні 1962/63 років став вице-чемпіоном Мексики, виграв національний кубок і взяв участь в матчі за трофей «Чемпіона чемпіонів». У тому ж році Діас також вийшов у фінал Кубку чемпіонів КОНКАКАФ, а в сезоні 1963/64 років виграв чемпіонат Мексики та трофей «Чемпіон чемпіонів».
У сезоні 1964/65 років Діас завоював свій сьомий та останній титул чемпіона Мексики, а також шостий титул «Чемпіона чемпіонів. Останнім досягненням футболіста у складі клубу став вихід у фінал національної кубку в сезоні 1966/67 років. Загалом у «Гвадалахарі» провів 13 років, виграв 15 трофеїв, та вважається однією з найвеличніших легенд клубу. У 1968 році відправився в клуб «Леон», де провів два сезони, але в його складі не завоював жодного трофею. Згодом, також без трофеїв, виступав за «Халіско», але в команді затримався лише на один рік, і через проблеми з керівництвом залишив клуб. Усього у вищому дивізіоні провів понад 500 матчів, відзначився в них 75 голами. Вирішив завершити футбольну кар'єру у віці 34 років будучи гравцем клубу другого дивізіону «Наукалпан».
Експерти описують Діаса як елегантно граючого та прогресивного вінгера, який відрізняється відмінними навісами та здатністю обдурити суперника навіть звичайним фінтом. Дуже добре виконував стандартні положення: багато голів були забиті після його виконання штрафних та кутових ударів. Завдяки своєму творчому й тактичному мисленню Діас постійно заточений на побудові атаки своєї команди, у зв'язку з чим його згодом перевели з позицій вінгера на позицію центрального напівзахисника, на якій він виступав наприкінці своєї кар'єри. Вважається легендою мексиканського футболу та однієї з найбільших зірок місцевого футболу у 1960-х роках. Під час гри у футбол, 1968-1970 роки, Діас був обраний мером свого рідного міста Акатлан-де-Хуарес, представляючи на виборах Інституційно-революційну партію.

## Кар'єра в збірній
У 1960 році Діаса викликав тренер Ігнасіо Трельєс на Панамериканський чемпіонат, на якому Ісідоро дебютував у футболці збірної Мексики 19 березня в матчі проти Коста-Рики (3:0), а також відзначився першим голом за збірну. Його команда зайняла третє місце на цьому турнірі. Згодом Ісідоро зіграв у кваліфікаційному турнірі чемпіонату світу 1962 року, під час якого відзначився 3-ма голами у воротах збірної США (3:0). У 1962 році включений у заявку збірної на чемпіонаті світу в Чилі, де був незмінним гравцем стартового складу, відграв всі три матчі: проти Бразилії (0:2), Іспанії (0:1) та Чехословаччини (3:1). Окрім цього, Діас також забив м'яч в останньому з вище вказаних матчів, який завершився першою перемогою мексиканської збірної на чемпіонатах світу. Не зважаючи на це, він та його команда завершили свою участь у турнірі вже за підсумками групового етапу. У 1963 році він був визван тренером Арпадом Фекете на чемпіонат націй КОНКАКАФ, де він також з'явився у всих трьох матчах, відзначився двома голами в поєдинку з Ямайкою (8:0), але його команда вибула з турніру за підсумками першого раунду.
Декілька місяців по тому Діас також взяв участь у вдалому для мексиканців кваліфікаційному турнірі чемпіонату світу 1966 року, в якому відзначився п’ятьма голами: три в матчі проти Ямайки (8:0) і по одному в матчі проти Гондураса (1:0) та США (2:0). У 1965 році включений у заявку на наступний чемпіонат націй КОНКАКАФ, де зіграв у всих п'яти поєдинках та відзначився голом у матчі проти Сальвадора (2:0), а його команда, зрештою, виграла вище вказаний турнір. У 1966 році Треліос викликав Діаса на чемпіонаті світу в Англії, на якому, як і чотири роки тому, залишався основним гравцем своєї команди і відіграв всі три матчі: з Францією (1:1), Англією (0:2) та Уругваем (0:0), але цього раху відзначитися голами не вдалося, у той же час збірна Мексики знову вибула з турніру за підсумками групового етапу. 31 жовтня 1968 року відзначився першим голом у товариському матчі проти Бразилії (у складі якої зіграли Пеле, Жаїрзіньйо, Карлос Альберто та Роберто Рівеліно) на Маракані, який в підсумку завершився з рахунком 2:1 (перша перемога мексиканців над бразильцями в офіційному матчі).
У 1970 році Ісідро викликав тренер Рауль Карденас на чемпіонаті світу в Мексиці, який був уже третім Діаса протягом кар'єри гравця. Ісідоро був найкращим досвідченим гравцем своєї команди, але зіграв лише другорядну роль, з'явившись на поле лише в останній зустрічі, чвертьфіналі з Італією (1:4). Мексиканці, які були господарями турніру, вперше в історії змогли вийти з групи на чемпіонатах світу, в якій вони посіли друге місце, але залишили турнір на стадії чвергфіналу. Сам Діас, для якого змагання стало останнім у національній збірній, провів у збірній Мексики 68 матчів, в яких відзначився 16-ма голами.

## Голи за збірну
| 1.  | 19 березня 1960   | Сан-Хосе, Коста-Рика     | Коста-Рика     | 3–0 | Перемога | Панамериканський чемпіонат 1960    |
| 2.  | 26 червня 1960    | Мехіко, Мексика          | Нідерланди     | 3–1 | Перемога | Товариський матч                   |
| 3.  | 13 листопада 1960 | Мехіко, Мексика          | США            | 3–0 | Перемога | кваліфікація чемпіонату світу 1962 |
| 4.  | 7 червня 1962     | Вінья-дель-Мар, Чилі     | Чехословаччина | 3–1 | Перемога | чемпіонат світу 1962               |
| 5.  | 28 березня 1963   | Санта-Ана, Сальвадор     | Ямайка         | 8–0 | Перемога | Чемпіонат націй КОНКАКАФ 1963      |
| 6.  | 28 березня 1963   | Санта-Ана, Сальвадор     | Ямайка         | 8–0 | Перемога | Чемпіонат націй КОНКАКАФ 1963      |
| 7.  | 28 лютого 1965    | Сан-Педро-Сула, Гондурас | Гондурас       | 1–0 | Перемога | кваліфікація чемпіонату світу 1966 |
| 8.  | 12 березня 1965   | Мехіко, Мексика          | США            | 2–0 | Перемога | кваліфікація чемпіонату світу 1966 |
| 9.  | 28 березня 1965   | Гватемала, Гватемала     | Сальвадор      | 2–0 | Перемога | Чемпіонат націй КОНКАКАФ 1965      |
| 10. | 7 травня 1965     | Мехіко, Мексика          | Ямайка         | 8–0 | Перемога | кваліфікація чемпіонату світу 1966 |
| 11. | 7 травня 1965     | Мехіко, Мексика          | Ямайка         | 8–0 | Перемога | кваліфікація чемпіонату світу 1966 |
| 12. | 7 травня 1965     | Мехіко, Мексика          | Ямайка         | 8–0 | Перемога | кваліфікація чемпіонату світу 1966 |
| 13. | 6 жовтня 1968     | Пуебла, Мексика          | Чехословаччина | 1–1 | Перемога | Товариський матч                   |
| 14. | 31 жовтня 1968    | Ріо-де-Жанейро, Бразилія | Бразилія       | 2–1 | Перемога | Товариський матч                   |
| 15. | 15 лютого 1970    | Мехіко, Мексика          | Болгарія       | 1–1 | Нічия    | Товариський матч                   |
| 16. | 22 квітня 1970    | Мехіко, Мексика          | Румунія        | 1–1 | Нічия    | Товариський матч                   |
| 17. | 29 квітня 1970    | Леон, Мексика            | Еквадор        | 4–2 | Перемога | Товариський матч                   |

## Досягнення
«Гвадалахара»
- Прімера Дивізіон Мексики
  -  Чемпіон (7): 1956/57, 1958/59, 1959/60, 1960/61, 1961/62, 1963/64, 1964/65

- Кубок Мексики
  -  Володар (1): 1962/63

- Чемпіон чемпіонів Мексики
  -  Володар (6): 1957, 1959, 1960, 1961, 1964, 1965

- Кубок чемпіонів КОНКАКАФ
  -  Володар (1): 1962
  -  Фіналіст (1): 1963

Мексика
- Чемпіонат націй КОНКАКАФ
  -  Чемпіон (1): 1965